# Вежі волинського типу
Вежі волинського типу («стовпи» або «слупи») — оборонні споруди другої половини XIII — початку XIV століття, характерні для Західної Русі — Галицько-Волинського князівства і Городенського і Турово-Пінського князівств, які перебували під його впливом.

## Історія
Як писав П. О. Раппопорт, зведення веж було відповіддю на зміни облогової тактики на початку XIII століття, яка замість пасивної стала більш активною, з використанням каменеметних машин і штурмів, що, в свою чергу, вплинуло на організацію оборони і облаштування фортець. Виникла необхідність в будівництві укріплених кам'яних веж, які стояли в системі дерево-земляних укріплень, з яких можна було вести круговий обстріл «довкіл граду». Вежі давали можливість значно збільшити дальність стрільби, зменшити мертві (такі, які не прострілюються) зони і вести круговий, а в деяких випадках, мабуть, і фланкуючий, обстріл найбільш загрозливих ділянок з напільного боку фортець. В умовах монгольської навали одним з небагатьох регіонів Русі, в яких могли будуватися нові оборонні вежі, стала Галицько-Волинська Русь.
До нашого часу дійшли лише дві кам'яні вежі — в білоруському місті Кам'янці і польському селі Стовп'є на Холмщині. Руїни вежі в Белавіно під Холмом були зруйновані під час Другої світової війни.
П. О. Раппопорт вважав, що подібні вежі були широко поширені в європейському оборонному зодчестві і не виділяв їх в якийсь окремий тип. У 1972 році М. О. Ткачовим був введений в науку термін «вежі волинського типу». З того часу дані вежі розглядаються як такі, що належать до одного, так званого «волинського типу» .

## Список веж
| Світлина | Назва                               | Висота        | План в розрізі | Матеріал                  | Час побудови                            | Статус              |
| -------- | ----------------------------------- | ------------- | -------------- | ------------------------- | --------------------------------------- | ------------------- |
|          | Кам'янецька вежа                    | 30 м          | кругла         | цегляна                   | 1271–1288 роки                          | збереглася          |
| 120xпкс  | Вежа в Столп'є                      | 19,5 м        | прямокутна     | кам'яна                   | друга половина XIII століття            | збереглася          |
|          | Белавінська вежа                    |               | прямокутна     | кам'яна                   | середина XIV століття                   | не збереглася       |
|          | Берестейська вежа                   | 30 м          | прямокутна     | цегляна (?)               | початок 1280-х років                    | не збереглася       |
|          | Городенська вежа                    |               | кругла         | цегляна                   | 1260-70-ті роки                         | не збереглася       |
|          | Чорторийська вежа                   |               | кругла         | цегляна                   | 1291 рік                                | не збереглася       |
|          | Холмська вежа                       |               | прямокутна     | кам'яно-дерев'яна         | 1240-ві                                 | не збереглася       |
|          | Турівська вежа                      |               | кругла         | цегляна (?)               | 1290-ті роки                            | не збереглася       |
|          | Новогрудська вежа (дитинець)        |               | прямокутна     | кам'яно-цегляна           | 1260-70-ті роки                         | не збереглася       |
|          | Новогрудська вежа (Малий замок)     |               | прямокутна     | кам'яно-цегляна           | початок XIV століття                    | не збереглася       |
|          | Вежа в Спаському монастирі (Самбір) |               | прямокутна     | кам'яно-цегляна           | 1290-ті роки                            | не збереглася       |
|          | Вежа в с. Спас                      |               | прямокутна     | кам'яно-цегляна           | кінець XIII століття                    | не збереглася       |
|          | П'ятничанська вежа                  | 9,5 м (стіни) | квадратна      | кам'яно-цегляно-дерев'яна | XIII століття (?)                       | збереглася частково |
|          | Вежа Княжого замку у Львові         |               | ?              | кам'яна або дерев'яна (?) | XIII століття                           | не збереглася       |
|          | Вежа на Замковій горі у Львові      |               | ?              | кам'яна (?)               | XIII століття                           | не збереглася       |
|          | Вежа (Луцьк)                        |               | ?              | кам'яна (?)               | перша половина — середина XIII століття | не збереглася       |